# Emma Rosenthal
Emma Marie Helene Rosenthal (* 3. Februar 1890 in Schöneberg; † 9. August 1973 in Berlin-Grunewald) war eine deutsche Klavierlehrerin, die in der NS-Zeit einem jungen Juden in Berlin das Leben rettete. Sie wurde in der israelischen Holocausterinnerungsstätte Yad Vashem als Gerechte unter den Völkern geehrt.

## Herkunft
Emma Schäricke wurde 1890 in der Mariendorfer Straße in Schöneberg bei Berlin als Tochter des Arbeiters August Karl Hermann Schäricke und seiner Frau Anna Marie Fischer geboren. Die Eltern waren evangelisch. 1912 arbeitete sie als Schneiderin und heiratete den fast 20 Jahre älteren Musiklehrer Wilhelm Rosenthal. Die beiden lebten von der Heirat bis zu seinem Tod 1924 in der Lortzingstraße 34 in Berlin-Gesundbrunnen.

## Rettung von Henry Atlas
Henry Atlas (geboren 1923 in Sternberg) versteckte sich vor seiner drohenden Deportation und Ermordung ohne seine Mutter und seinen Bruder nachts im Berliner Grunewald. Tagsüber suchte er in der Stadt nach Nahrung, dabei nutzte er gefälschte Papiere. An jedem Freitag traf er sich mit seiner Mutter und seinem Bruder Horst auf dem Alexanderplatz. Auf einem seiner Rundgänge durch die Stadt lernte er die Maniküre Gerda Schindler kennen, die beiden wurden ein Paar. Nachdem Atlas ihr offenbart hatte, Jude zu sein, bot Gerda ihm zusammen mit ihrer Mutter Emma Schindler an, bei ihnen zu wohnen. Im August 1943 wurde Henry Atlas festgenommen, er wurde mit seinem Bruder zur Deportationssammelstelle in der Großen Hamburger Straße gebracht. Der drohenden Deportation nach Auschwitz entgingen die Brüder zusammen mit anderen durch eine Flucht aus dem Güterwagen. Henry Atlas kam wieder bei den Schindlers unter, doch ein junger Mann, der weder arbeitete noch zur Wehrmacht eingezogen wurde, wirkte verdächtig. Die Lage verschärfte sich, als ein SA-Mann bei den Schindlers einquartiert wurde. Gerda Schindler bat ihre Klavierlehrerin Emma Rosenthal um Hilfe. Gegen ein Entgelt versteckte sie Henry Atlas für mehrere Monate bis zum Ende des Zweiten Weltkrieges in ihrer Wohnung. Henry Atlas überlebte so den Holocaust, nach Kriegsende heirateten er und Gerda Schindler und emigrierten in die USA. Seine Mutter und sein Bruder wurden in der Shoah ermordet. 

## Ehrung
Am 2. Juli 2013 ehrte Yad Vashem Gerda (Schindler) Atlas, Emma Schindler und Emma (Schäricke) Rosenthal als Gerechte unter den Völkern.